# 科馬亞瓜山國家公園
14°29′41″N 87°30′41″W / 14.49472°N 87.51139°W

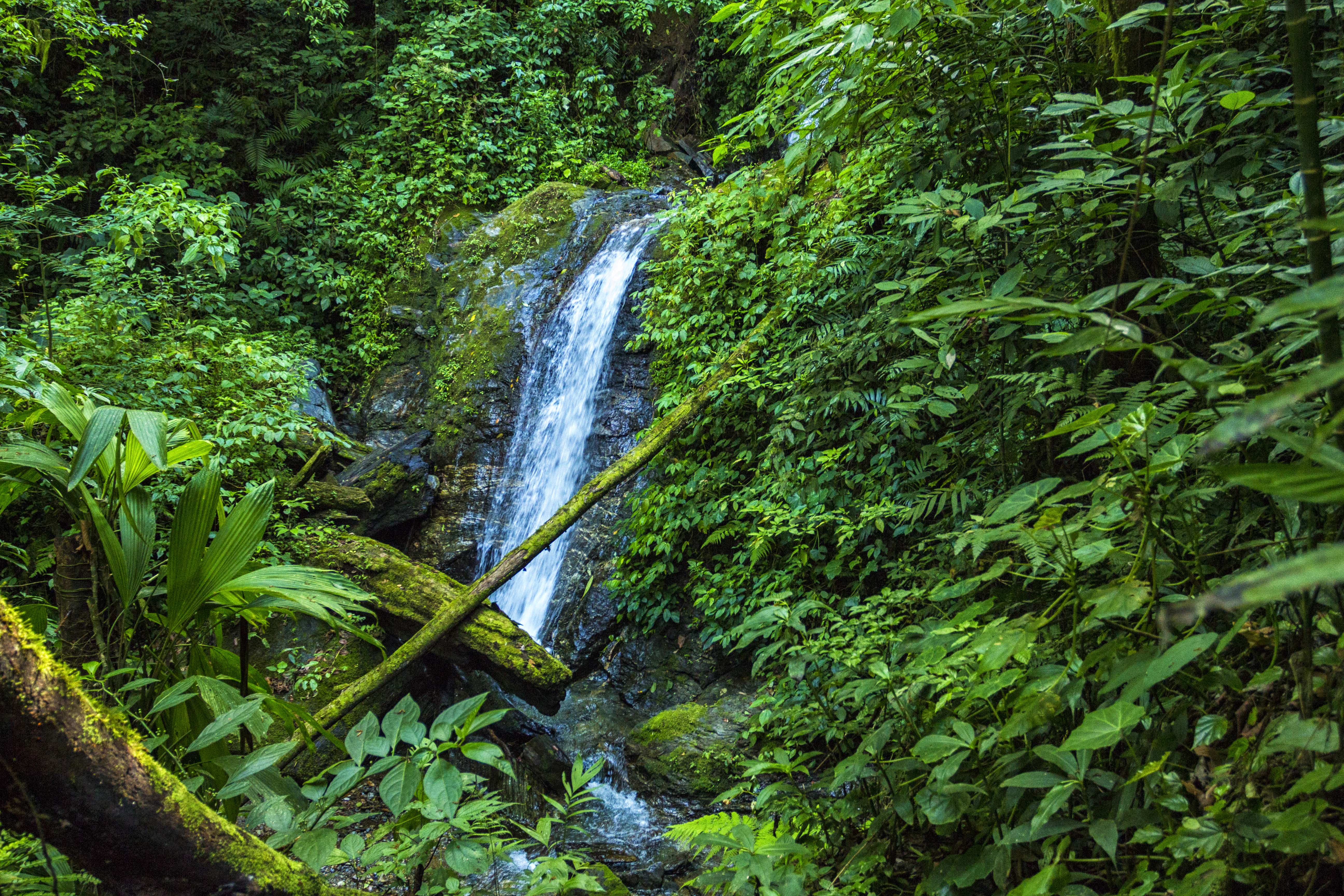

科馬亞瓜山國家公園是洪都拉斯的國家公園，位於該國西部，成立於1987年1月1日，面積185平方公里，有多座瀑布，園內建有兩條主要遠足徑。